# Resolució 1654 del Consell de Seguretat de les Nacions Unides
La Resolució 1654 del Consell de Seguretat de les Nacions Unides fou adoptada per unanimitat el 31 de gener de 2006. Després de recordar resolucions anteriors relatives a la situació a la República Democràtica del Congo, incloses les resolucions 1616 (2005) i 1649 (2005), el Consell va ampliar el mandat d'un grup d'experts que vigilava l'embargament d'armes contra el país fins al 31 de juliol de 2006.

## Resolució

### Observacions
Observant que la situació a la República Democràtica del Congo continuava constituint una amenaça per a la pau i la seguretat internacionals, el Consell va expressar la seva determinació de vigilar i aplicar les disposicions de la Resolució 1493 (2003) que va imposar l'embargament d'armes, posteriorment ampliat per la Resolució 1596 (2005).

### Actes
Actuant sota el Capítol VII de la Carta de les Nacions Unides, el Consell va demanar al Secretari General Kofi Annan que restableixi del grup d'experts de quatre membres pel control del flux d'armes dins de la República Democràtica del Congo fins al 31 de juliol de 2006.
La resolució va instar al grup a continuar complint el seu mandat i exigia que tots els estats i parts cooperessin amb el panell, garantint la seva seguretat i accés sense restriccions.